# Louise Cook

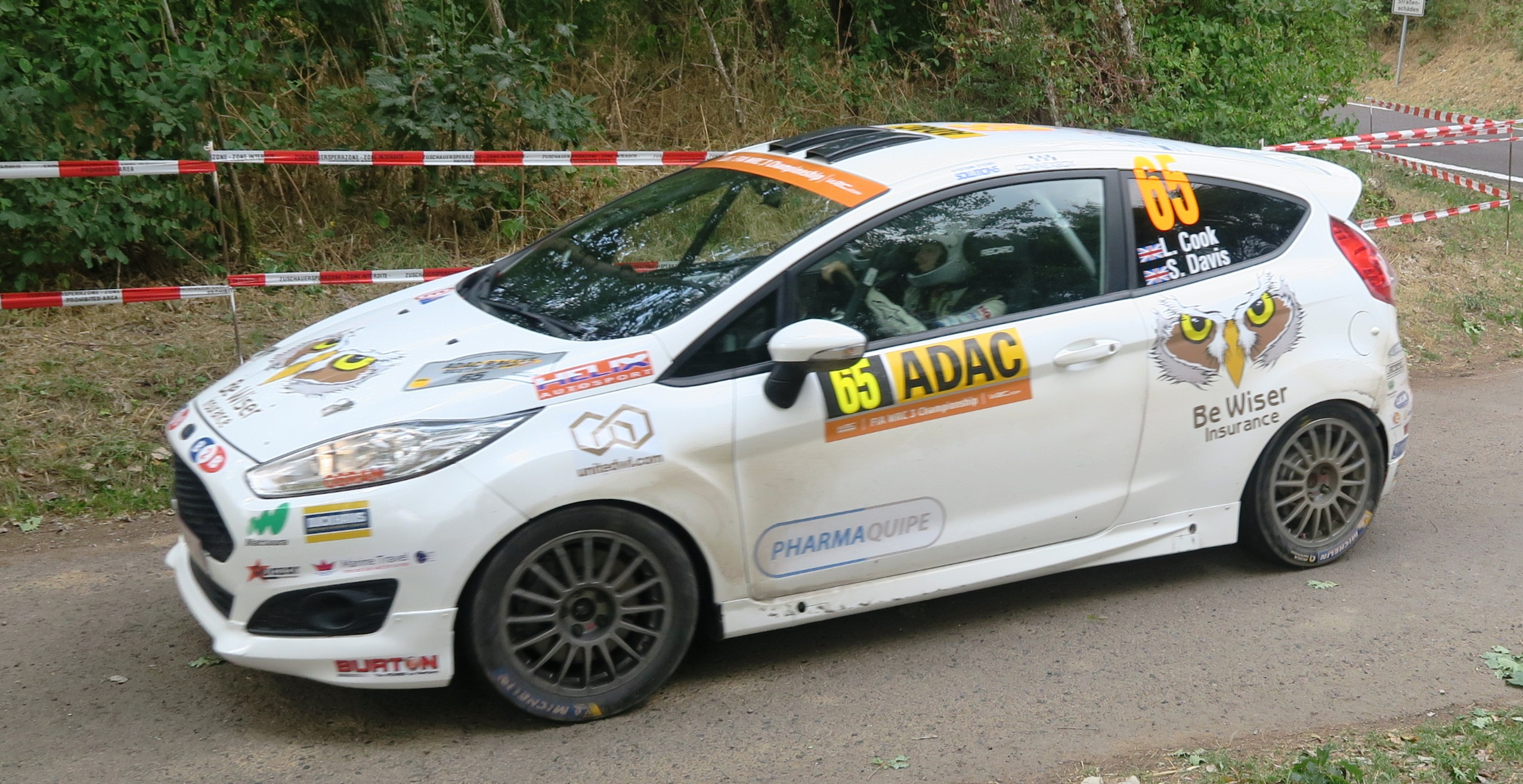
Louise Cook con Stefan Davis, Rallye Deutschland 2018

Louise Cook (14 de mayo de 1987, Maidstone, Kent) es una piloto de rallies inglesa, graduada en diseño de automóviles por la Universidad de Coventry. Su primera participación en el automovilismo fue en el programa de telerrealidad Silverstone Rally School Lady Quest de 2006, un equivalente al programa X-Factor para rally, en el que ocupó el 2.º lugar de entre 1.000 participantes.

## Trayectoria
Cook atribuye su gusto por los rallies a su padre, Bob, quien era aficionado al automovilismo y con quien presenció pruebas de rally frecuentemente. En sus declaraciones a la prensa, ella ha especificado que el gusto por el automovilismo inició gracias al coche eléctrico que él le regaló en su sexto cumpleaños. Su primera participación en rally fue el Rockingham Stages en 2006 a bordo de un Peugeot 205. Fue la participante más joven de la prueba y terminó en el lugar 51 de entre 105 participantes. Dos años después, durante un segundo viaje anual a Finlandia para mejorar su técnica de manejo, tuvo un accidente al chocar su auto contra un banco de nieve congelada a más de 130 kph y se rompió la clavícula y nueve costillas. En 2009, Cook decidió competir formalmente en un campeonato y para ello buscó patrocinadores con un plan propio llamado Promotion 50, enfocado a obtener el apoyo de 500 patrocinadores que aportaran 50 libras esterlinas cada uno. Con el plan consiguió el apoyo de 300 empresas y, conjuntamente con el apoyo de patrocinadores comerciales y aportaciones propias, logró completar el presupuesto para su primera participación y temporada formal en el Campeonato Británico de Rally de 2010.
Esa primera temporada fue considerada como exitosa por haber conseguido cuatro podios en su clase durante la temporada y quedar colocada entre los diez primeros lugares de la serie paralela British Rally Championship Challenge, lo que, a la postre, le llevó a coronarse como campeona nacional en la clase C4, así como a alcanzar el campeonato femenil (British Rally Championship Ladies). Un año más tarde, no consiguió alcanzar ningún podio pero al final de la temporada alcanzó el segundo lugar general de su clase (Fiesta Sport Trophy), después de un cierre dramático en la penúltima prueba del campeonato, Trackrod Rally Yorkshire, la cual se convirtió, un día antes de su inicio, en la última fecha del serial por haberse cancelado la prueba final, el Rally Isla de Man, lo que obligó a Cook a un replanteamiento completo de última hora de su estrategia. Con este resultado, Cook también se coronó campeona de la serie femenina del campeonato nacional británico por segunda ocasión consecutiva.
La temporada 2012 marcó su debut en el campeonato mundial al participar en el Campeonato Mundial de Rally de Automóviles de Producción, donde alcanzó el primer lugar de la categoría 2WD. Con ello, también se convirtió en la primera mujer en la historia en ganar un campeonato FIA fuera de las categorías o copas femeniles.